# 桃園77藝文町
24°59′30″N 121°18′41″E / 24.991755°N 121.311496°E
桃園警察局日式宿舍群，舊稱台灣警察共濟組合，是位於臺灣桃園市桃園區的臺灣總督府警察時期建物，今僅剩四棟，列桃園市歷史建築，以「桃園77藝文町」之名作文資活化。

## 早期歷史
桃園警察局日式宿舍群在1937年落成時原為六棟判任官雙併式宿舍，風格為和洋混合宿舍，占地3250平方公尺。當時名稱為「台灣警察共濟組合」，負責施工監督的為新竹州警務部警務課技手上玉利重盛。
桃園警局宿舍早年都興建於鐵路或公路車站附近，而今處於地價昂貴的商圈內。如此宿舍群距離桃園火車站步行僅5分鐘。2002年10月6日晚上8點多，宿舍失火，消防局出動八輛水廂車救援，近一個小時撲滅大火，二間木造宿舍全毀。2006年後住戶全搬離，雜草叢生。

## 文資活化

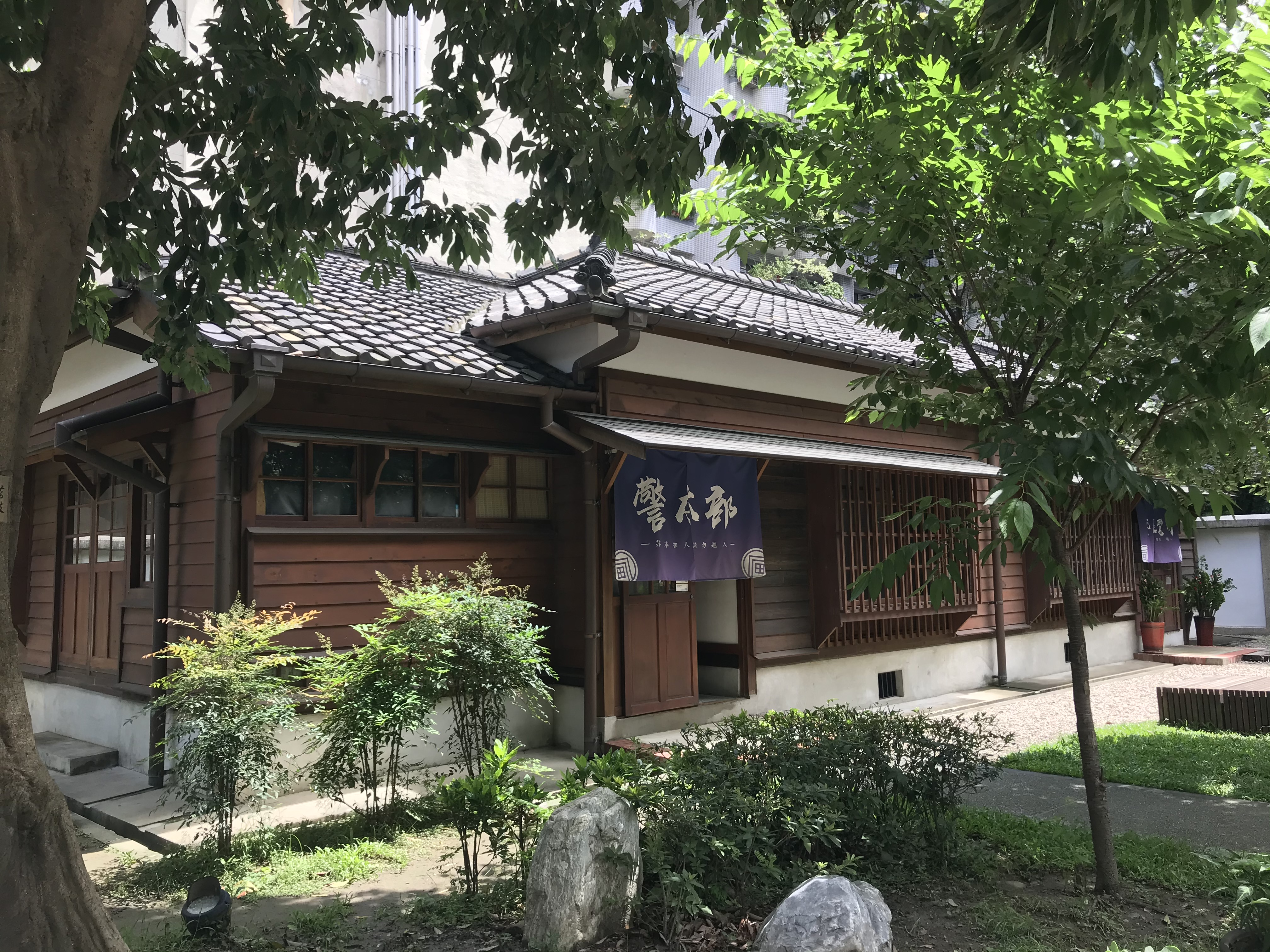
宿舍之一

桃園縣政府於2012年公告桃園警察局日式宿舍群為歷史建築後，2014年10月28日縣長吳志揚視察整地結果時，宣示縣政將斥資新台幣6000萬規畫改建成文藝場所。2016年3月22日甄審結果公布，僅一家廠商投標。此為是桃園區第一處修復活化的日式宿舍建築群，負責調查研究為中原大學設計學院院長黃承令，耗資7537萬元修復。
2017年12月11日到2018年1月7日，文化局舉行園區命名徵稿活動，近一個月就收到212件。第一階段評從246件投稿中選出「桃園77藝文町」、「桃園77文創園區」、「桃園77行館」、「桃城77巷藝文宿舍」、「77桃文創會所」後進行第二階段網路票選，2018年3月8日確定由「桃園77藝文町」獲選。園區取名為「桃園77藝文町」，為結合日治建築和住址中正路77巷的意涵。
修復後，由遠東開發室內裝修公司以每年固定權利金108萬元負責OT營運十年。2018年9月18日，桃園市長鄭文燦主持開幕。展區設置展演工坊、無菜單料理食堂、手作販賣部、咖啡館，並建立祈福亭供遊客乘坐休憩。

## 外部連結
- 桃園77藝文町的Facebook專頁